# Diamonds & Rust in the Bullring
Diamonds & Rust in the Bullring es el quinto álbum en directo de la cantante estadounidense Joan Baez, publicado por la compañía discográfica Gold Castle en diciembre de 1988. Fue grabado en directo en la Plaza de toros de Vista Alegre de Bilbao e incluyó doce canciones, seis de ellas cantadas en inglés, cinco en español, y una, «Txoria Txori», en euskera. Gran parte de las canciones habían sido grabadas e interpretadas por Baez con anterioridad, salvo la versión del tema de Leonard Cohen «Famous Blue Raincoat».

## Lista de canciones
1. "Diamonds & Rust" (Joan Baez) – 3:45
2. "Ain't Gonna Let Nobody Turn Me Around" (Tradicional) – 1:22
3. "No Woman, No Cry" (Bob Marley) – 3:45
4. "Famous Blue Raincoat" (Leonard Cohen) – 4:58
5. "Swing Low, Sweet Chariot" (Tradicional) – 3:41
6. "Let It Be" (John Lennon/Paul McCartney) – 3:59
7. "El Preso Numero Nueve" (Hermanos Cantoral) – 3:14
8. "Llegó Con Tres Heridas" (M. Hernández) – 2:38
9. "Txoria Txori" (J. A. Arze/M. Laboa) – 2:54
10. "Ellas Danzan Solas" (Cueca Sola) (R.Livi/Sting) – 5:35
11. "Gracias a la vida" (Violeta Parra) – 6:05
12. "No Nos Moverán" (Tradicional) – 1:22

## Personal
- John Acosta: chelo
- Begnat Amorena: batería
- Laythan Armor: sintetizador y teclados
- Cesar Cancino: piano
- Jean Marie Ecay: guitarra
- Jose Agustín Guereu: bajo
- Costel Restea: chelo
- Mercedes Sosa: coros
- L. A. Mass Choir: voz en "Let It Be"